# Aleksandra Pielużek
Aleksandra Pielużek (* 4. April 1979) ist eine ehemalige polnische Sprinterin und Hürdenläuferin, die sich auf die 400-Meter-Distanz spezialisiert hat.

## Sportliche Laufbahn
Erste Erfahrungen bei internationalen Meisterschaften sammelte Aleksandra Pielużek im Jahr 1997, als sie bei den Junioreneuropameisterschaften in Ljubljana in 53,51 s den sechsten Platz im 400-Meter-Lauf belegte und mit der polnischen 4-mal-400-Meter-Staffel in 3:36,56 min auf Rang fünf landete. Im Jahr darauf schied sie bei den Juniorenweltmeisterschaften in Annecy mit 54,69 s in der ersten Runde über 400 m aus und 1999 gelangte sie bei den U23-Europameisterschaften in Göteborg mit 59,16 s auf Rang sieben im 400-Meter-Hürdenlauf und wurde mit der Staffel in 3:33,28 min Vierte. 2001 gewann sie dann bei den U23-Europameisterschaften in Amsterdam in 56,51 s die Silbermedaille über die Hürden hinter der Französin Sylvanie Morandais und sicherte sich mit der Staffel in 3:32,28 min ebenfalls die Silbermedaille hinter dem Team aus dem Vereinigten Königreich. Kurz darauf schied sie bei den Spielen der Frankophonie in Ottawa mit 24,21 s in der ersten Runde im 200-Meter-Lauf aus und siegte in 3:28,97 min in der 4-mal-400-Meter-Staffel. Daraufhin startete sie mit der Staffel bei den Weltmeisterschaften im kanadischen Edmonton und klassierte sich dort mit 3:27,78 min im Finale auf dem siebten Platz. Im Herbst begann sie ein Studium an der University of Southern California und beendete im April 2004 im kalifornischen Westwood ihre aktive sportliche Karriere im Alter von 25 Jahren. Sie studierte dann an der London Metropolitan University arbeitet seitdem als Psychologin im Vereinigten Königreich.
In den Jahren von 1998 bis 2001 wurde Pielużek polnische Meisterin in der 4-mal-400-Meter-Staffel sowie 2001 auch in der 4-mal-100-Meter-Staffel.

## Persönliche Bestzeiten
- 200 Meter: 24,11 s (0,0 m/s), 15. Juni 2001 in Bydgoszcz
- 400 Meter: 53,10 s, 17. Juni 2001 in Warschau
- 400 m Hürden: 56,51 s, 14. Juli 2001 in Amsterdam